# Land- und Stadtgericht Rößel
Das Land- und Stadtgericht Rößel (auch Land- und Stadtgericht Rössel) war von 1824 bis 1849 ein preußisches Land- und Stadtgericht mit Sitz in Rößel.

## Geschichte
Das Land- und Stadtgericht Rößel wurde 1824 aus dem Stadtgericht Rößel, dem Stadtgericht Bischofstein und dem Justizamt Rößel gebildet. 1827 wurde das Land- und Stadtgericht Bischofstein dann eigenständig. Es war ein Gericht 2. Klasse im Sprengel des Oberlandesgerichts Königsberg.
1837 umfasste der Gerichtsbezirk die Stadt Rößel mit 3715 Gerichtseingesessenen und 28 Ortschaften mit 5150 Gerichtseingesessenen (zusammen also 8865 Gerichtseingesessene). Am Gericht waren ein Stadt- und Landrichter, ein Assessor und drei weitere Mitarbeiter beschäftigt. Sitz des Gerichtes war das Rathaus. Der Sprengel des Gerichts umfasste: Atkamp, Burgmühle, Kabienen, Klawsdorf, Komienen, Grünhof, Johannisruh, Groß Retten, Krausen, Labendzowo, Mathildenhof, Groß Mönsdorf, Klein Mönsdorf, Groß Ottern, Plönhöfen, Plößen, Ramten, Rheindorfshof, Robawen, Vorwerk Rößel, Samlack, Soweiden, Sturmhübel, Tounigk und Vorlindscher Krug. Daneben verwaltete das Land- und Stadtgericht Rößel die Patrimonialgerichte Costmen, Loszainen und Seeligenfeld.
Nach der Märzrevolution wurden 1849 einheitlich Kreisgerichte gebildet. In Rößel entstand das Kreisgericht Rössel.